# Микрахский сельсовет
Микрахский сельсовет  — административно-территориальная единица и  муниципальное образование со статусом сельского поселения в Докузпаринском районе Дагестана Российской Федерации.
Административный центр — село Микрах.

## Население
| 2002  | 2010  | 2012  | 2013  | 2014  | 2015  | 2016  |
| ----- | ----- | ----- | ----- | ----- | ----- | ----- |
| 1709  | ↘1541 | ↘1513 | ↘1488 | ↘1473 | ↘1449 | ↘1407 |
| 2017  | 2018  | 2019  | 2020  | 2021  | 2023  | 2024  |
| ↘1388 | ↘1344 | ↘1280 | ↘1277 | →1277 | ↘1255 | ↘1240 |
| 2025  |       |       |       |       |       |       |
| ↘1231 |       |       |       |       |       |       |

## Состав
| № | Населённый пункт | Тип населённого пункта       | Население |
| - | ---------------- | ---------------------------- | --------- |
| 1 | Микрах           | село, административный центр | ↘1034     |
| 2 | Текипиркент      | село                         | ↘243      |